# Oskar Becker
Oskar Becker (Lipsia, 1889 – Bonn, 1964) è stato un filosofo tedesco.
Dal 1928 al 1931 insegnò filosofia all'università di Friburgo e dal 1931 al 1955 all'università di Bonn.
Allievo di Edmund Husserl, fu anche storico della matematica.